# Aringa (araldica)
In araldica l'aringa non compare molto frequentemente, e per lo più in stemmi dell'araldica civica.

## Posizione araldica ordinaria
L'aringa, come quasi tutti i pesci, è abitualmente posta in fascia.

D'azzurro, a tre aringhe d'argento ordinate in palo (stemma di Heringsdorf, Meclemburgo-Pomerania Anteriore, Germania, in uso fino al 2004)
Aringa d'argento (Heringsdorf, Schleswig-Holstein, Germania)
Tre aringhe contronatanti (Nibe, Danimarca)